# Настільки тривала відсутність
«Настільки тривала відсутність» (фр. Une aussi longue absence) — фільм-драма франко-італійського виробництва, поставлений у 1961 році режисером Анрі Кольпі. Разом з фільмом Вірідіана (реж. Луїс Бунюель) фільм здобув Золоту пальмову гілку 14-го Каннського кінофестивалю 1961 року та низку інших кінонагород .

## Сюжет
Тереза Ланглуа (Аліда Валлі) живе самотньо та утримує невелике кафе на околиці Парижа. Шістнадцять років тому її чоловіка, учасника Руху Опору, німці заарештували і відправили до концтабору. Відтоді Тереза нічого про нього не знала. І якось у бродязі, який щодня проходив повз її кафе, вона упізнала свого чоловіка. Виявляється, після допитів у гестапо він втратив пам'ять і живе бездомним, не пам'ятаючи ні її, ні дороги додому. Тереза намагається викликати у чоловіка спогади про минуле. Поки це не вдається, але вона не втрачає надії, що коли-небудь чоловік згадає усе і вони знову будуть щасливі…

## В ролях
| Аліда Валлі       | ···· | Тереза Ланглуа                 |
| Амедеї            | ···· | Марсель                        |
| Жорж Вільсон      | ···· | бродяга                        |
| Шарль Блаветт     | ···· | Фернан                         |
| Пол Февр          | ···· | пенсіонер                      |
| П'єр Парель       | ···· | агент                          |
| Катрін Фонтеней   | ···· | Аліс                           |
| Діана Лепр'є      | ···· | Мартіна                        |
| Нане Жермон       | ···· | Симона                         |
| Жорж Белек        | ···· | молода людина                  |
| Шарль Буйо        | ···· | Фав'є                          |
| Коррадо Гвардуччі | ···· | робітник                       |
| Клеман Арарі      | ···· | людина біля музичного автомата |
| Жан Луїзі         | ···· | робітник                       |
| П'єр Міра         | ···· | бакалійник                     |

## Визнання
| Нагороди та номінації фільму «Настільки тривала відсутність» | Нагороди та номінації фільму «Настільки тривала відсутність» | Нагороди та номінації фільму «Настільки тривала відсутність» | Нагороди та номінації фільму «Настільки тривала відсутність» | Нагороди та номінації фільму «Настільки тривала відсутність» | Нагороди та номінації фільму «Настільки тривала відсутність» |
| Рік                                                          | Кінофестиваль/кінопремія                                     | Категорія/нагорода                                           | Номінант                                                     | Результат                                                    |                                                              |
| ------------------------------------------------------------ | ------------------------------------------------------------ | ------------------------------------------------------------ | ------------------------------------------------------------ | ------------------------------------------------------------ | ------------------------------------------------------------ |
| 1960                                                         | Приз Луї Деллюка                                             | Приз Луї Деллюка                                             | Анрі Кольпі                                                  | Перемога                                                     |                                                              |
| 1961                                                         | 14-й Каннський міжнародний кінофестиваль                     | Золота пальмова гілка                                        | Настільки тривала відсутність (разом з фільмом Вірідіана)    | Перемога                                                     |                                                              |
| 1963                                                         | Премія BAFTA                                                 | Найкращий фільми з любої країни                              | Настільки тривала відсутність                                | Номінація                                                    |                                                              |
| 1963                                                         | Премія BAFTA                                                 | Найкращий іноземний актор                                    | Жорж Вільсон                                                 | Номінація                                                    |                                                              |
| 1965                                                         | Премія Кінема Дзюмпо                                         | Найкращий фільм іноземною мовою                              | Настільки тривала відсутність                                | Перемога                                                     |                                                              |
| 1965                                                         | Премія Кінема Дзюмпо                                         | Найкращий режисер фільму іноземною мовою                     | Анрі Кольпі                                                  | Перемога                                                     |                                                              |